# Liste der Bodendenkmale in Pattensen
In der Liste der Bodendenkmale in Pattensen sind die Bodendenkmale der niedersächsischen Gemeinde Pattensen aufgeführt. Die Quelle ist der Denkmalatlas Niedersachsen. 

Pattensen in der Region Hannover

Der Stand der Liste ist der 20. Januar 2025.

## Allgemein
In den Spalten finden sich folgende Informationen des Bodendenkmales:
| Lage         | geographische Koordinaten                                                           |
| Bezeichnung  | Bezeichnung lt. Denkmalatlas                                                        |
| Beschreibung | Beschreibung lt. Denkmalatlas                                                       |
| ID           | Objekt-ID                                                                           |
| Bild         | Bild, ggf. zusätzlich mit Link zu weiteren Fotos im Medienarchiv Wikimedia Commons. |

## Koldingen
| Lage                        | Bezeichnung                  | Beschreibung | ID       | Bild |
| --------------------------- | ---------------------------- | --- | -------- | ---- |
| 52° 17′ 29″ N, 9° 47′ 58″ O | Koldingen 1, Retburg         | Verschliffener, flacher Hügel mit ebenso flachen Resten eines Ringwalles. Hügel-Dm. ca. 35 – 45 m, mit leichtem Randwall. Die westl. gelegene Vorburg ist obertägig weitgehend zerstört. Die Retburg wurde zu einem unbekannten Zeitpunkt von den Bischöfen von Hildesheim gegründet. 1341 verpflichtete sich schließlich Bischof Heinrich von Hildesheim in einem Vertrag mit den Herzögen zum Abbruch der Burg innerhalb eines Jahres. Das Zubehör fiel an das Herzogtum.       | 28971307 | BW   |
| 52° 16′ 34″ N, 9° 47′ 43″ O | Koldingen 10, Niederungsburg | Vorhanden ist ein Burghügel von 4 – 5 m Höhe, ehemals oval. Länge ca. 80 m; Breite ca. 60 m. Von einem bis zu ca. 25 m breitem Graben umgeben, der - nach Eintrag in DGK 5 (1980) - im Norden und Osten noch gut zu erkennen ist. 1982 noch 2 – 3 m tief erhalten. Im Süden und Westen durch Ein- und Aufschüttungen für Neubauten in den letzten Jahren verfüllt. Bei früheren Ausschachtungsarbeiten wurden 1,2 m breite Mauern mit Pfahlgründungen und ein Brunnen beobachtet. | 28969346 | BW   |

## Pattensen
| Lage                        | Bezeichnung            | Beschreibung | ID       | Bild           |
| --------------------------- | ---------------------- | --- | -------- | -------------- |
| 52° 15′ 46″ N, 9° 45′ 51″ O | Pattensen 1, Burg      | Von der ehemals umgebenden quadratischen Wallanlage sind Teilstücke im Westen, Süden und Osten erhalten, wobei der Ostteil offensichtlich in den Stadtwall einbezogen war. Höhe in diesem Bereich ca. 3,5 m. Der außen vorgelagerte Graben ist im Osten gut zu erkennen. Die Größe der gesamten Anlage beträgt ca. 140 × 140 m. Die Burg in Pattensen dürfte - wie auch die Stadt - eine Gründung der Grafen von Hallermund aus der 1. Hälfte des 13. Jhs. sein. Möglicherweise wird die Burg ein erstes Mal erwähnt, als um 1225 der Graf von Hallermund Heinrich Hisse von Reden mit dem Haus und der Vogtei in Pattensen belehnt. 1356 wird die Burg ausdrücklich erwähnt, als das „Slot“ und die Vogtei von Herzog Wilhelm von Braunschweig-Lüneburg einem Ritterkonsortium verpfändet wurde. | 28971529 | Weitere Bilder |
| 52° 15′ 55″ N, 9° 45′ 37″ O | Pattensen 2, Stadtwall | Die mittelalterliche Befestigung von Stadt und Burg Pattensen wurde während der Hildesheimer Stiftsfehde 1519 zerstört. Die Stadtbefestigung wurde wahrscheinlich unter Herzog Erich I. zeitgleich mit der Burg wieder aufgebaut. Reste des Stadtwalles sind im Süden der Stadt erhalten: Stadtwall mit außen vorgelagertem Graben. Breite ca. 25 m, Höhe bis zu 2,0 m von Wallkrone bis Grabensohle. Der gesamte südl. Bereich, im Südosten an die Burg anschließend, ist relativ gut erhalten. Abgetragen sind lediglich kleineren Teilstücke. Ein ca. 3,0 m hoher runder Hügel weist auf eine ehemalige Bastion hin. Die nördl. Bereiche der Stadtbefestigung, die noch in einem Stadtplan von 1869 eingezeichnet sind, sind völlig eingeebnet. - Teilstück ID: 28971523                       | 28971521 |                |

## Schulenburg (Leine)
| Lage                        | Bezeichnung                                    | Beschreibung | ID       | Bild           |
| --------------------------- | ---------------------------------------------- | --- | -------- | -------------- |
| 52° 10′ 40″ N, 9° 45′ 45″ O | Schulenburg (Leine) 1, Grabhügel               | Durchmesser ca. 14 m und Höhe ca. 0,5 m. Ungestört. | 28970928 | BW             |
| 52° 10′ 40″ N, 9° 45′ 45″ O | Schulenburg (Leine) 2, Grabhügel               | Durchmesser ca. 18 m und Höhe ca. 1 m. Ungestört. | 28970935 | BW             |
| 52° 10′ 41″ N, 9° 45′ 44″ O | Schulenburg (Leine) 3, Grabhügel               | Durchmesser ca. 10 m und Höhe ca. 0,3 m. Auf der Kuppe zahlreiche Sandsteinbrocken. | 28970936 | BW             |
| 52° 10′ 39″ N, 9° 45′ 45″ O | Schulenburg (Leine) 4, Grabhügel               | Durchmesser ca. 8 m und Höhe ca. 0,3 m. | 28970937 | BW             |
| 52° 10′ 40″ N, 9° 45′ 43″ O | Schulenburg (Leine) 5, Grabhügel               | Durchmesser ca. 16 m und Höhe ca. 1,1 m. Ungestört. | 28970938 | BW             |
| 52° 10′ 39″ N, 9° 45′ 43″ O | Schulenburg (Leine) 6, Grabhügel               | Durchmesser ca. 14 m und Höhe ca. 0,6 m. Ungestört. | 28970939 | BW             |
| 52° 10′ 40″ N, 9° 45′ 42″ O | Schulenburg (Leine) 7, Grabhügel               | Durchmesser ca. 15 m und Höhe ca. 1,4 m. Nördl. Drittel durch Wegebau völlig abgetragen. Über den Hügel verläuft ein Wanderweg. | 28970940 | BW             |
| 52° 11′ 49″ N, 9° 47′ 49″ O | Schulenburg (Leine) 9, Burg                    | Über 530 m lange, bis zu 8 m hohe Umwallung mit Kasematten, Schanzen und breitem vorgelagertem Ringgraben. Der Ausbau zur Festung erfolgte im ersten Viertel des 16. Jh. Auf dem erhöhten Plateau im Innenraum, das ein Rechteck mit nördl. angesetztem Trapez bildet, stand einst die alte Wasserburg des 14./15. Jh. Die Fläche ist etwa 50 m breit und 70 m lang. | 28970922 | Weitere Bilder |
| 52° 10′ 28″ N, 9° 45′ 59″ O | Schulenburg (Leine) 10, Wallanlage Sachsenburg | Länge etwa 750 m; umschließt das zwischen 1857 und 1866 erbaute Schloß Marienburg im Osten, Norden und Westen, während an der schroff abfallenden Südseite Befestigungsreste nicht erkennbar sind. - Teil ID: 36968147 | 28969449 | Weitere Bilder |
| 52° 10′ 32″ N, 9° 45′ 42″ O | Schulenburg (Leine) 12, Befestigung Ordenberg  | * Teil ID: 36966971 | 28969454 |                |